# Euophrys
Euophrys là một chi nhện trong họ Salticidae. Loài đặc trưng là Aranea frontalis Walckenaer, 1802

## Các loài
Chi này có các loài:
- Euophrys acripes (Simon, 1871)
- Euophrys alabardata Caporiacco, 1947
- Euophrys albimana Denis, 1937
- Euophrys albopalpalis Bao & Peng, 2002
- Euophrys albopatella Petrunkevitch, 1914
- Euophrys alticola Denis, 1955
- Euophrys ambigua C. L. Koch, 1846
- Euophrys a-notata Mello-Leitão, 1940
- Euophrys arenaria (Urquhart, 1888)
- Euophrys astuta (Simon, 1871)
- Euophrys atrata Song & Chai, 1992
- Euophrys auricolor Dyal, 1935
- Euophrys baliola (Simon, 1871)
- Euophrys banksi Roewer, 1951
- Euophrys bifoveolata Tullgren, 1905
- Euophrys bryophila Berry, Beatty & Prószyński, 1996
- Euophrys bulbus Bao & Peng, 2002
- Euophrys canariensis Denis, 1941
- Euophrys capicola Simon, 1901
- Euophrys catherinae Prószyński, 2000
- Euophrys concolorata Roewer, 1951
- Euophrys convergentis Strand, 1906
- Euophrys cooki Żabka, 1985
- Euophrys crux Taczanowski, 1878
- Euophrys declivis Karsch, 1879
- Euophrys dhaulagirica Żabka, 1980
- Euophrys difficilis (Simon, 1868)
- Euophrys evae Żabka, 1981
- Euophrys everestensis Wanless, 1975
- Euophrys ferrumequinum Taczanowski, 1878
- Euophrys flavoatra (Grube, 1861)
- Euophrys flordellago Richardson, 2010
- Euophrys frontalis (Walckenaer, 1802)
- Euophrys fucata (Simon, 1868)
- Euophrys gambosa (Simon, 1868)
  - Euophrys gambosa mediocris Simon, 1937
- Euophrys granulata Denis, 1947
- Euophrys herbigrada (Simon, 1871)
- Euophrys infausta Peckham & Peckham, 1903
- Euophrys innotata (Simon, 1868)
- Euophrys jirica Żabka, 1980
- Euophrys kataokai Ikeda, 1996
- Euophrys kawkaban Wesolowska & van Harten, 2007
- Euophrys kirghizica Logunov, 1997
- Euophrys kittenbergeri Caporiacco, 1947
- Euophrys kororensis Berry, Beatty & Prószyński, 1996
- Euophrys laetata Simon, 1904
- Euophrys leipoldti Peckham & Peckham, 1903
- Euophrys leucopalpis Taczanowski, 1878
- Euophrys leucostigma C. L. Koch, 1846
- Euophrys littoralis Soyer, 1959
- Euophrys lunata Bertkau, 1880
- Euophrys luteolineata (Simon, 1871)
- Euophrys manicata (Simon, 1871)
- Euophrys mapuche Galiano, 1968
- Euophrys marmarica Caporiacco, 1928
- Euophrys maura Taczanowski, 1878
- Euophrys megastyla Caporiacco, 1949
- Euophrys melanoleuca Mello-Leitão, 1944
- Euophrys menemerella Strand, 1909
- Euophrys minuta Prószyński, 1992
- Euophrys monadnock Emerton, 1891
- Euophrys mottli Kolosváry, 1934
- Euophrys namulinensis Hu, 2001
- Euophrys nanchonensis Taczanowski, 1878
- Euophrys nangqianensis Hu, 2001
- Euophrys nepalica Żabka, 1980
- Euophrys newtoni Peckham & Peckham, 1896
- Euophrys nigrescens Caporiacco, 1940
- Euophrys nigripalpis Simon, 1937
- Euophrys nigritarsis (Simon, 1868)
- Euophrys nigromaculata (Lucas, 1846)
- Euophrys omnisuperstes Wanless, 1975
- Euophrys patagonica Simon, 1905
- Euophrys patellaris Denis, 1957
- Euophrys pelzelni Taczanowski, 1878
- Euophrys peruviana Taczanowski, 1878
- Euophrys pexa Simon, 1937
- Euophrys poloi Żabka, 1985
- Euophrys proszynskii Logunov, Cutler & Marusik, 1993
- Euophrys pseudogambosa Strand, 1915
- Euophrys pulchella Peckham & Peckham, 1893
- Euophrys purcelli Peckham & Peckham, 1903
- Euophrys quadricolor Taczanowski, 1878
- Euophrys quadripunctata (Lucas, 1846)
- Euophrys quadrispinosa Lawrence, 1938
- Euophrys rapida C. L. Koch, 1846
- Euophrys rosenhaueri L. Koch, 1856
- Euophrys rubroclypea Dyal, 1935
- Euophrys rufa Dyal, 1935
- Euophrys rufibarbis (Simon, 1868)
- Euophrys rufimana (Simon, 1875)
- Euophrys rusticana (Nicolet, 1849)
- Euophrys saitiformis Simon, 1901
- Euophrys sanctimatei Taczanowski, 1878
- Euophrys sedula (Simon, 1875)
- Euophrys semiglabrata (Simon, 1868)
- Euophrys semirufa Simon, 1884
- Euophrys sima Chamberlin, 1916
- Euophrys sinapicolor Taczanowski, 1878
- Euophrys striolata (C. L. Koch, 1846)
- Euophrys sulphurea (L. Koch, 1867)
- Euophrys sutrix Holmberg, 1875
- Euophrys talassica Logunov, 1997
- Euophrys tehuelche Galiano, 1968
- Euophrys terrestris (Simon, 1871)
- Euophrys testaceozonata Caporiacco, 1922
- Euophrys turkmenica Logunov, 1997
- Euophrys uralensis Logunov, Cutler & Marusik, 1993
- Euophrys valens Bösenberg & Lenz, 1895
- Euophrys vestita Taczanowski, 1878
- Euophrys vetusta C. L. Koch, 1846
- Euophrys wanyan Berry, Beatty & Prószyński, 1996
- Euophrys wenxianensis Yang & Tang, 1997
- Euophrys ysobolii Peckham & Peckham, 1896
- Euophrys yulungensis Żabka, 1980